# Anton Tieriechow
Anton Andriejewicz Tieriechow (ur. 30 stycznia 1998 w Surgucie) – rosyjski piłkarz grający jako pomocnik lub napastnik w klubie Dinamo Moskwa. 

## Życiorys
Wychowanek szkółki piłkarskiej „Timiriazewiec”. Później grał w Akademii Piłkarskiej DFA i młodzieżówce Dinamo Moskwa. 17 kwietnia 2016 pierwszy raz wystąpił w pierwszym składzie.
Wystąpił w Memoriale Granatkina w 2016 roku, był najlepszym strzelcem w składzie rosyjskiej drużyny U-18, strzelił 7 bramek.